# 関西国際空港及び大阪国際空港の一体的かつ効率的な設置及び管理に関する法律
関西国際空港及び大阪国際空港の一体的かつ効率的な設置及び管理に関する法律（かんさいこくさいくうこうおよびおおさかこくさいくうこうのいったいてきかつこうりつてきなせっちおよびかんりにかんするほうりつ、平成23年5月25日法律第54号）は、関西国際空港および大阪国際空港の一体的かつ効率的な設置・管理に必要な措置に関する日本の法律である。
2011年（平成23年）5月25日に公布された。所管官庁は国土交通省。

## 概要
平成22年（2010年）5月に国土交通省成長戦略会議がまとめた「国土交通省成長戦略」では、関西国際空港と大阪国際空港とを経営統合し、かつ将来的には事業運営を民間にアウトソースすることで、両空港の事業運営を徹底的に効率化し、両空港から生み出される収益により関西国際空港のバランスシートを改善する方向性が示された。これに基づき所要の措置を講ずるものとして同法律案が平成23年（2011年）3月11日に閣議決定され、同年4月20日に参議院本会議可決、5月20日には衆議院本会議可決をもって成立した（公布は5月25日）。
この法律に基づき、国が所有する関西国際空港株式会社（現：関西国際空港土地保有株式会社）の株式及び大阪国際空港の資産を現物出資することで、新関西国際空港株式会社が設立された。また、新関西国際空港株式会社の株式は政府がすべて保有しなければならないこと、政府が新関西国際空港株式会社に対して資金貸付および債務保証を行うことができることなどが規定されている。

## 構成
- 第1章　総則（第1条 - 第5条）
- 第2章　新関西国際空港株式会社 
  - 第1節　総則（第6条―第8条）
  - 第2節　事業等（第9条―第26条）
  - 第3節　雑則（第27条・第28条）
- 第3章　特定空港運営事業に係る関係法律の特例等（第29条 - 第33条）
- 第4章　雑則（第34条 - 第35条）
- 第5章　罰則（第36条 - 第43条）
- 附則